# Lazuri (okręg Arad)
Lazuri – wieś w Rumunii, w okręgu Arad, w gminie Vârfurile. W 2011 roku liczyła 392 mieszkańców. 